# Membrana timpânica

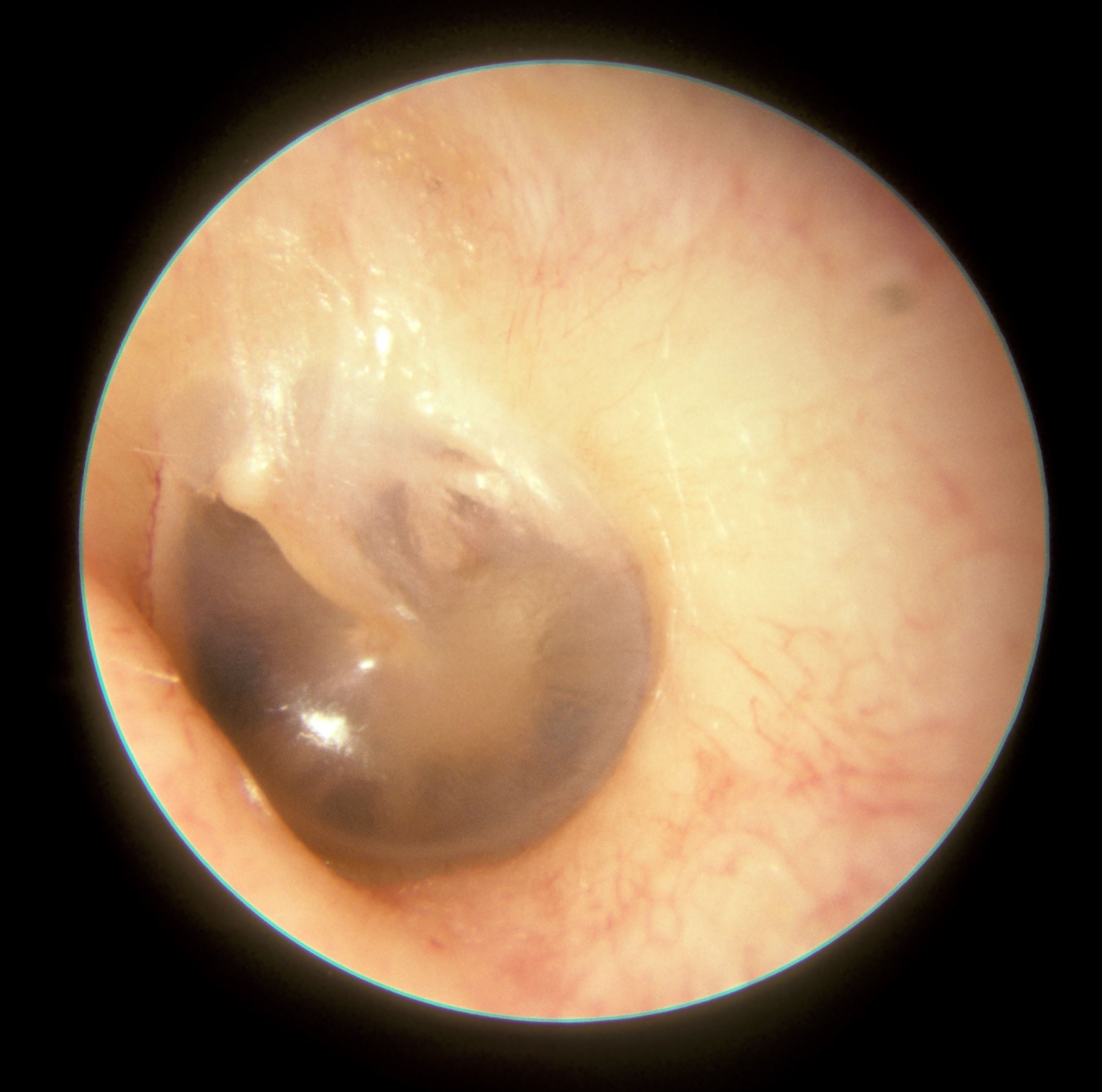
Membrana timpânica saudável

Na anatomia humana, o tímpano ou membrana timpânica, é uma membrana em forma de cone fina que separa o ouvido externo, ou conduto auditivo externo, do ouvido médio em humanos e outros tetrápodes. A sua função é a de transmitir o som do ar aos ossículos na orelha média, e, em seguida, para a janela oval na cóclea cheia de fluido. Por isso, em última análise, converte e amplifica vibrações no ar à vibração no líquido. O osso martelo preenche a lacuna entre o tímpano e os outros ossículos.
Existem duas regiões gerais da membrana timpânica: a paridade flácida (região superior, ver imagem à direita) e a paridade tensa. As paridade flácidas consistem em duas camadas, é relativamente frágil, e está associada com a disfunção da trompa de Eustáquio e colesteatomas. As maiores regiões da paridade tensa consiste em três camadas: pele, tecido fibroso, e a mucosa. É relativamente robusto, e é a região mais comumente associada com perfurações.
A ruptura ou perfuração do tímpano pode levar à perda auditiva condutiva. Colapso ou retração do MT, também pode causar perda auditiva condutiva ou mesmo colesteatoma.

## Patologia

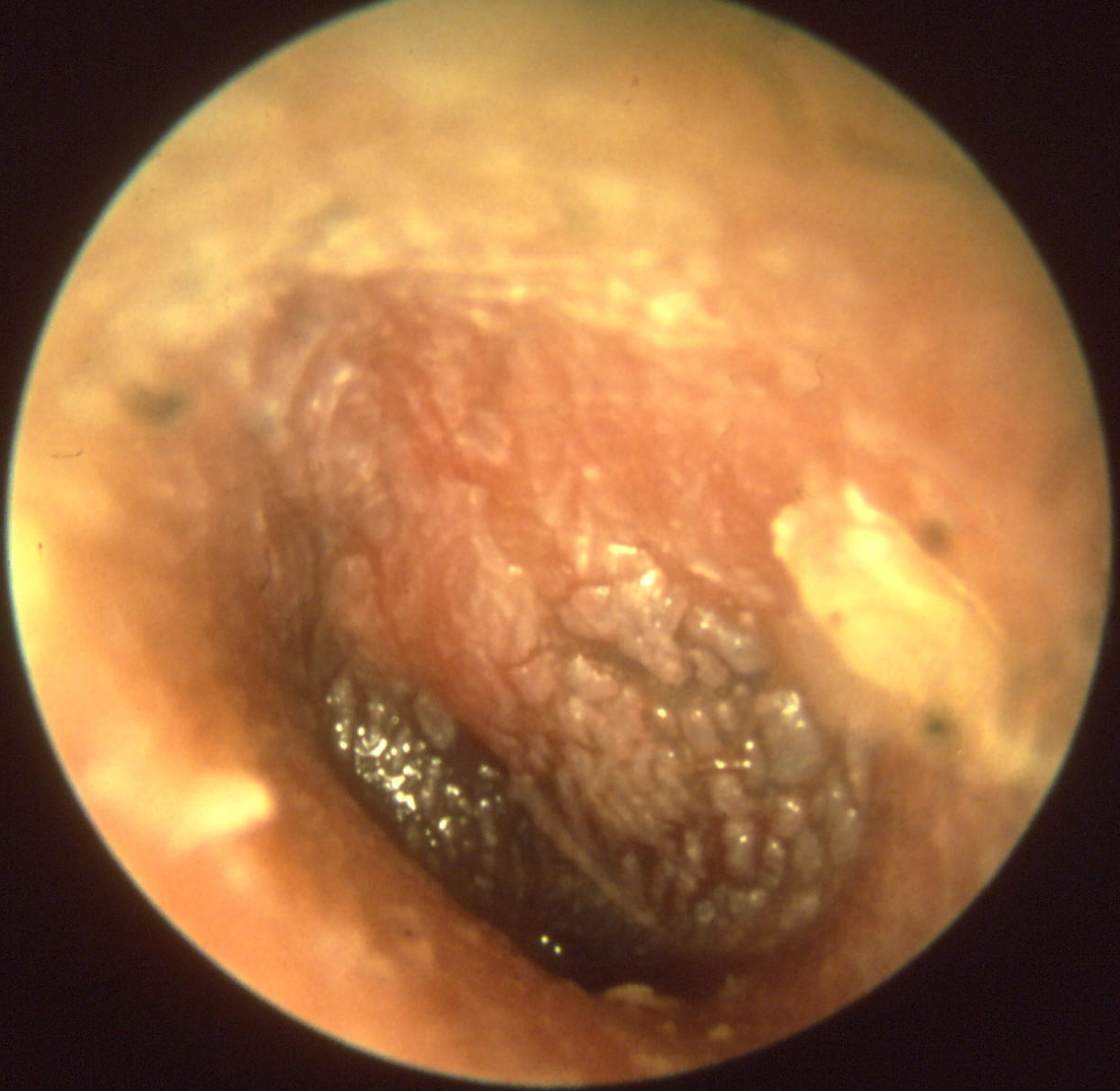
Otite média aguda

Existem diversas doenças que provocam uma perda da coloração normal da membrana timpânica, como as otites agudas, situação em que o tímpano adquire uma coloração mais ou menos avermelhada sobre um fundo seroso e purulento.
Às vezes, perde-se a integridade desta membrana devido a quadros infecciosos agudos, ou, por diversos processos traumáticos.
A ruptura ou perfuração da membrana do tímpano pode causar a perda auditiva condutiva. Quando se fura o tímpano, parte da audição é perdida, pois é ele que capta a maior parte dos sons.

## Ruptura não intencional
Ruptura acidental do tímpano tem sido descrita em ferimentos de explosão durante conflitos, mas também durante viagens aéreas, geralmente quando o congestionamento de uma infecção respiratória superior impede a equalização de pressão no ouvido médio. Ele também é descrito no esporte e lazer, tais como natação, mergulho com uma má entrada na água, nado e artes marciais. Na literatura publicada, de 80% a 95% recuperaram completamente sem intervenção em duas a quatro semanas. Estas lesões, mesmo em um ambiente de lazer ou Atlético, são ferimentos de explosão. Muitos vão experimentar alguma perda auditiva de curta duração e tinidos no ouvido (zumbido), mas pode-se ter certeza de que isso, com grande probabilidade, tende a passar. Muito poucos vão experimentar desequilíbrio temporário (vertigem). Pode haver algum sangramento do canal do ouvido, se o tímpano foi rompido. Naturalmente, as garantias anteriores tornam-se mais cautelosas quanto a força da lesão aumenta, como em situações militares ou de combate.

## Sintomas de perfuração do tímpano
Uma infecção suficientemente grave do ouvido médio (otite média) para causar uma perfuração é geralmente bastante dolorosa por causa do acúmulo de secreção infectada (pus). Em tais casos, a perfuração permite que o pus drene para fora do ouvido, aliviando a pressão e a dor.A perfuração do tímpano por uma lesão causa dor súbita e intensa, às vezes seguida de sangramento no ouvido, perda de audição e barulho no ouvido (acufeno). A perda de audição é mais grave se a cadeia de ossículos for rompida ou se o ouvido interno for lesionado. A lesão do ouvido interno pode também causar vertigens (uma falsa sensação de estar se movendo ou girando). O pus pode começar a drenar do ouvido dentro de 24 a 48 horas, sobretudo se entrar água ou outro material estranho no ouvido médio.

## Diagnóstico de perfuração do tímpano
- Avaliação médica

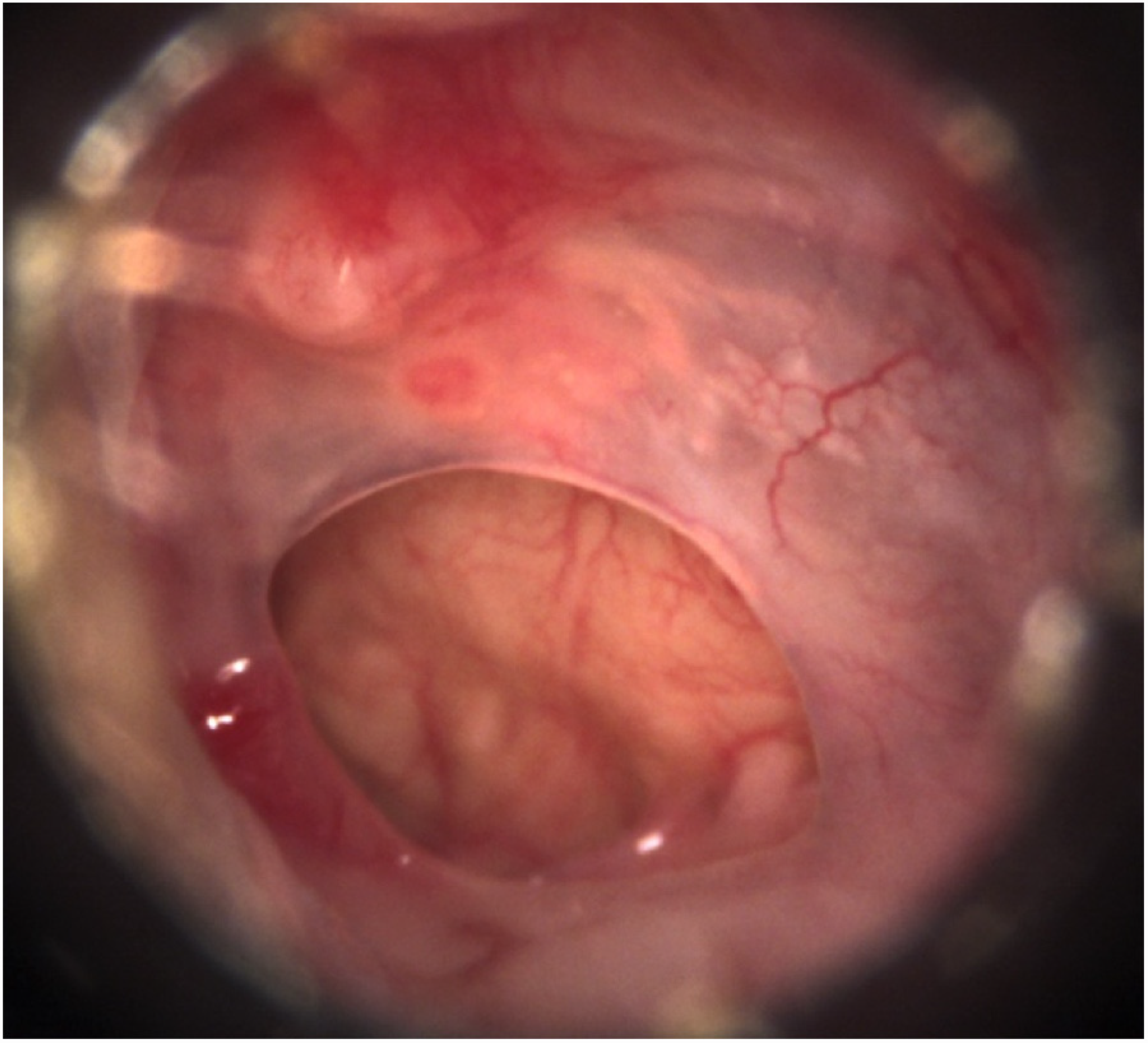
Membrana timpânica perfurada

O médico diagnostica a perfuração examinando o ouvido com um aparelho especial, chamado de otoscópio. Se possível, testes de audição formais são realizados antes e após o tratamento.

## Tratamento de perfuração do tímpano
- Antibióticos, se necessário
- Às vezes, cirurgia.
- Geralmente, nenhum tratamento específico é necessário para perfuração timpânica, a menos que a lesão tenha sido causada por um objeto sujo ou se houver a possibilidade de contaminantes terem entrado pela perfuração. Em tais casos, os médicos dão gotas antibióticas para ouvido ou um antibiótico tomado por via oral. Antibióticos também podem ser utilizados se os ouvidos ficarem infectados.

Geralmente, o tímpano sara sem qualquer outro tratamento, mas se ao fim de 2 meses não sarar, pode ser necessária uma cirurgia para reparar o tímpano (timpanoplastia). Pessoas com ferimento grave, particularmente acompanhado por marcante perda auditiva, vertigem severa, ou ambas, podem precisar passar por cirurgia mais imediata. Quando a perfuração não é tratada, a pessoa pode desenvolver uma infecção latente— otite média supurativa crônica—no ouvido médio.
 As perdas auditivas de condução persistentes (perda auditiva que ocorre quando o som é bloqueado de alcançar as estruturas sensoriais no ouvido interno) que se verificam no seguimento da perfuração do tímpano, sugerem fratura ou imobilização dos ossículos, que pode ser reparada por intervenção cirúrgica. A perda auditiva neurossensorial (quando há um problema na transmissão dos impulsos nervosos do ouvido para o cérebro) ou a persistência da sensação de vertigem algumas horas após uma lesão sugerem que algo danificou o ouvido interno ou nele entrou.

## Tratamento
Quando o tímpano é perfurado, o ouvido interno e o ouvido externo ficam sem proteção e consequentemente tem grande possibilidade de ter uma infecção. É importante manter ouvido seco e proteger com com algodão embebido numa solução oleosa ou com tampões especiais para evitar a infecção. Nos casos de uma simples infecção, podem ser tratadas com gotas óticas com antibiótico. Normalmente, em perfurações simples, o tímpano pode ser curado sem tratamento e em algumas semanas a pessoa já poderá sentir a melhora, mas se for uma perfuração mais profunda será  necessário que a pessoa recorra à um cirurgião (timpanoplastia).